# The Absent-Minded Professor
The Absent-Minded Professor (bra: O Fantástico Super-Homem; prt: O Professor Distraído) é um filme estadunidense de 1961 dos gêneros "Comédia" e "Ficção Científica", dirigido por Robert Stevenson para a Walt Disney Productions. O roteiro de Samuel W. Taylor e Bill Walsh adapta o conto de Taylor chamado A Situation of Gravity.
O título original em inglês foi inspirado por Hubert Alyea,um emérito professor de química da Universidade de Princeton, apelidado de "Dr. Boom" por suas demonstrações com explosivos. A boa bilheteria obtida pelo filme motivou o lançamento dois anos depois de uma sequência chamada Son of Flubber. O filme foi realizado em preto e branco e, juntamente com The Shaggy Dog de  (1959) e o citado Son of Flubber de 1963, foram os poucos assim produzidos pela Disney, após 1941. Em 1986 foi lançada uma versão colorizada, uma das primeiras dos filmes Disney.
O filme foi relançado nos cinemas em 1967 e 1975, e em vídeo nos anos de 1981, 1986 e 1993. A versão de 1986 (colorizada) foi feita após a exibição do filme ter sido sucesso no Disney Channel em março daquele ano.

## Elenco
| Ator              | Personagem                     |
| ----------------- | ------------------------------ |
| Fred MacMurray    | Professor Ned Brainard         |
| Nancy Olson       | Betsy Carlisle                 |
| Keenan Wynn       | Alonzo P. Hawk                 |
| Tommy Kirk        | Biff Hawk                      |
| Leon Ames         | Reitor Rufus Daggett           |
| Elliott Reid      | Professor Shelby Ashton        |
| Edward Andrews    | Secretário de Defesa americano |
| David Lewis       | General Singer                 |
| Jack Mullaney     | Capitão da Aeronáutica         |
| Belle Montrose    | Senhora Chatsworth             |
| Wally Brown       | Técnico Elkins                 |
| Wally Boag        | Jornalista da TV               |
| Don Ross          | Lennyy                         |
| Forrest Lewis     | Policial Kelley                |
| James Westerfield | Policial Hanson                |
| Gage Clarke       | Reverendo Bosworth             |
| Alan Hewitt       | General Hotchkiss              |
| Raymond Bailey    | Almirante Olmstead             |
| Ed Wynn           | Chefe dos bombeiros            |

## Sinopse
Ned Brainard é um brilhante e distraído professor de química e física da Faculdade Medfield que inventou uma substância liberadora de energia desconhecida, capaz de vencer a gravidade. Ele lhe dá o nome de Flubber, mistura das palavras inglesas "flying" (voadora) e "rubber" (borracha). Durante o experimento que criou a substância, houve uma explosão que deixou o professor desacordado. Com isso ele não foi ao seu casamento com a secretária do reitor, Betsy Carlisle, e, como não fora a primeira mas a terceira vez que Ned a deixou sozinha no altar, ela fica furiosa e aceita sair com Shelby Ashton, professor de literatura de uma outra faculdade (Rutland). Brainard tenta recuperar a noiva lhe explicando o invento mas a mulher o ignora. Ele coloca a substância sob o capô de seu carro, um antigo Ford Modelo T, e com isso a máquina consegue voar. O financista inescrupuloso Alonzo Hawk avista o carro voando à noite e ao descobrir ser uma invenção secreta de Brainard, tenta roubá-la com a ajuda do jovem filho Biff.

## Produção
O citado Prof. Alyea (1903–1996) da Universidade de Princeton, recebeu o apelido de "Dr. Boom" de observadores russos que assistiram as suas demonstrações no Pavilhão de Ciências da Feira Mundial de Brussels na década de 1950, que também contara com a presença de Walt Disney. Disney contou ao professor que tinha uma ideia para um filme e o convidou para ir à Califórnia dar uma demonstração ao ator Fred MacMurray, que mais tarde imitaria em cena os maneirismos de Alyea. MacMurray diria depois que nunca entendera química até se encontrar com Alyea.
Os esfeitos especiais foram creditados a Robert A. Mattey e Eustace Lycett, ambos indicados nessa categoria do Oscar. Eles usaram miniaturas e suporte de fios para as cenas dos pulos dos personagens. A canção "Medfield Fight Song" foi composta por Richard M. e Robert B. Sherman.
Ed Wynn e o filho Keenan Wynn aparecem juntos no filme. Ed é o Chefe dos Bombeiros (uma piada com o nome do programa de rádio que ele estrelara na década de 1930 The Fire Chief). Keenan repetiria o papel de Alonzo Hawk em Son of Flubber e em Herbie Rides Again (1974). O filho de Keenan, Ned, também aparece numa figuração não creditada.
A Faculdade de Tecnologia de Medfield foi usada novamente como cenário em Son of Flubber e na trilogia da Disney com o personagem "Dexter Riley": The Computer Wore Tennis Shoes (1969), Now You See Him, Now You Don't (1972) e The Strongest Man in the World, com Kurt Russell e Cesar Romero.

## Nominações
O filme foi indicado ao Óscar em três categorias:
- Melhor Direção de Arte (Carroll Clark, Emile Kuri e Hal Gausman).
- Melhor Fotografia (Edward Colman)
- Melhores Efeitos Especiais

## Sequências
Son of Flubber foi novamente estrelado por MacMurray, Olson, Reid e Kirk que repetiram seus papéis. Hewitt também aparece (agora como promotor público), bem como os três Wynns (Keenan, Ed Wynn e Ned como o capitão do time de futebol de Rutland).

## Refilmagens
The Absent-Minded Professor foi refilmado duas vezes: a primeira em 1988, para a TV, com Harry Anderson e Mary Page Keller com os nomes dos personagens principais trocados para Prof. Henry Crawford e Ellen Whitley; e em 1997 na produção para o cinema chamada Flubber, com Robin Williams como o Prof. Philip Brainard; Marcia Gay Harden é seu interesse romântico e Nancy Olson faz uma participação como a Dra. Sara Jean Reynolds.

## Quadrinhos
Como outros filmes da Disney, houve uma adaptação para os quadrinhos com texto de Eric Freiwald e Robert Schaefer, e desenhos de John Ushler. No Brasil a história foi publicada na revista Almanaque Disney n. 98 de julho de 1979